# مونترئال-است، کبک

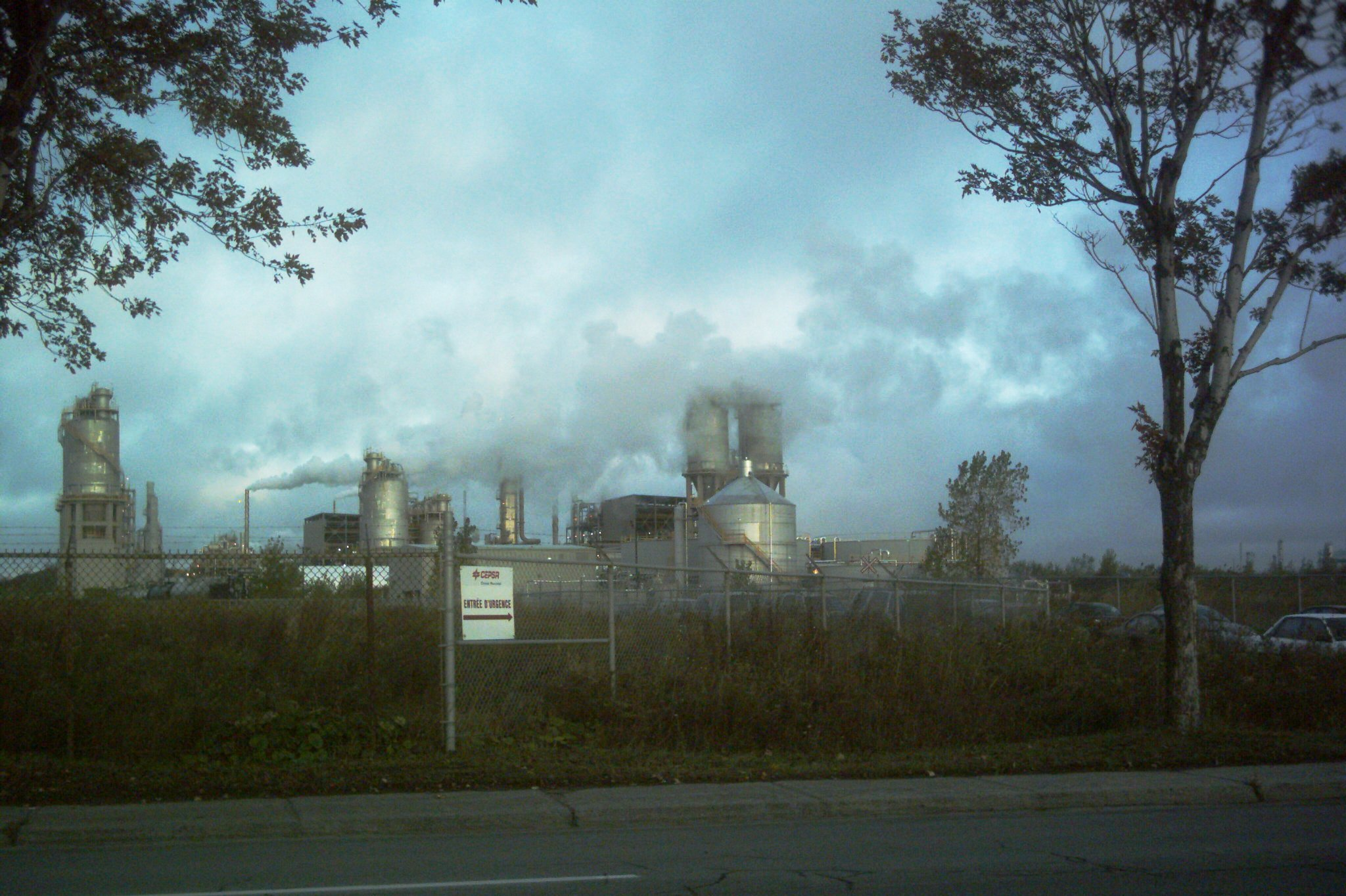
نمایی از شهرک «مونترئال-است» در ناحیه مونترئال - ۲۰۰۹

مونترئال-است (به فرانسوی: Montréal-Est) شهرکی در  ناحیه مونترئال در استان کبک کانادا است. در سرشماری سال ۲۰۱۱ این شهرک ۳٬۸۸۷ نفر جمعیت داشته‌است و مساحت آن ۱۲٫۳۶ کیلومتر مربع است.